# Courtland (Misisipi)
Courtland es un pueblo del Condado de Panola, Misisipi, Estados Unidos. Según el censo de 2000 tenía una población de 460 habitantes.

## Demografía
Según el censo de 2000, había 460 personas, 157 hogares y 127 familias residiendo en la localidad. La densidad de población era de 157,2 hab./km². Había 169 viviendas con una densidad media de 57,7 viviendas/km². El 64,57% de los habitantes eran blancos y el 35,43% afroamericanos. El 1,30% de la población eran hispanos o latinos de cualquier raza.
Según el censo, de los 157 hogares en el 43,3% había menores de 18 años, el 59,9% pertenecía a parejas casadas, el 19,1% tenía a una mujer como cabeza de familia, y el 18,5% no eran familias. El 17,8% de los hogares estaba compuesto por un único individuo, y el 6,4% pertenecía a alguien mayor de 65 años viviendo solo. El tamaño promedio de los hogares era de 2,93 personas, y el de las familias de 3,32.
La población estaba distribuida en un 32,6% de habitantes menores de 18 años, un 7,4% entre 18 y 24 años, un 30,9% de 25 a 44, un 19,3% de 45 a 64, y un 9,8% de 65 años o mayores. La media de edad era 32 años. Por cada 100 mujeres había 100,0 hombres. Por cada 100 mujeres de 18 años o más, había 86,7 hombres.
Los ingresos medios por hogar en la localidad eran de 35.729 dólares ($), y los ingresos medios por familia eran 38.125 $. Los hombres tenían unos ingresos medios de 32.125 $ frente a los 19.375 $ para las mujeres. La renta per cápita para la ciudad era de 17.130 $. El 16,5% de la población y el 12,4% de las familias estaban por debajo del umbral de pobreza. El 17,4% de los menores de 18 años y el 24,2% de los habitantes de 65 años o más vivían por debajo del umbral de pobreza.

## Geografía
Según la Oficina del Censo de los Estados Unidos, la localidad tiene un área total de 2,9 km², todos ellos correspondientes a tierra firme.